# Tiberio Alfarano
Tiberio Alfarano (Gerace, 1525-Roma, 1596) fue un clérigo, hombre de letras e historiador italiano.

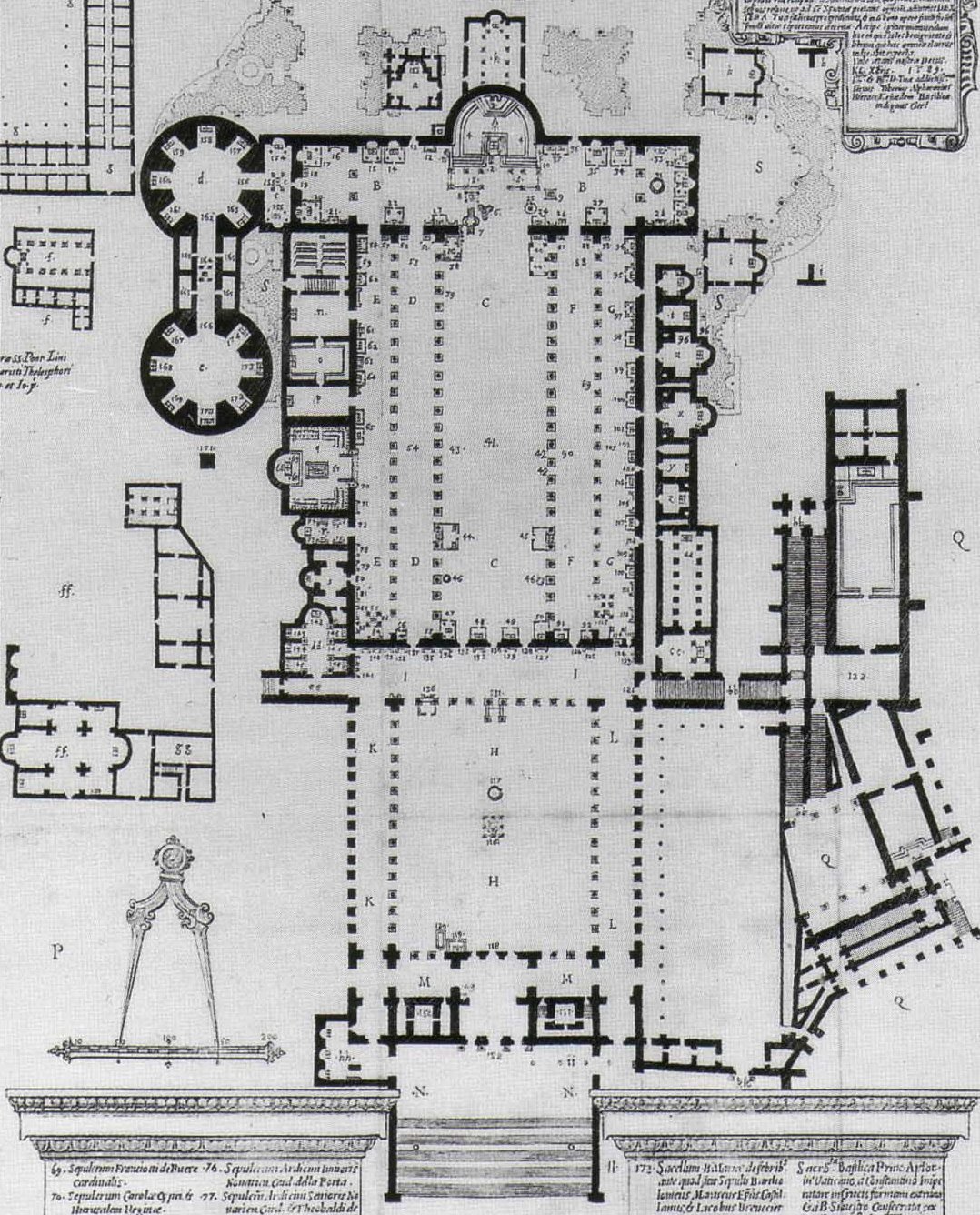
Detalle del plano de la antigua y nueva basílica de San Pedro realizado por Tiberio Alfarano en 1588 y publicado en 1590.

## Biografía
Llegó a Roma hacia 1544. Desde 1547 fue clérigo beneficiado de la Basílica de San Pedro del Vaticano. 
En 1558 comenzó su actividad como historiador de esta basílica por encargo de su protector Giacomo Ercolano, canónigo del templo. Realizó su trabajo a partir del ya realizado por Pietro Mallio en su obra Descriptio Basilicae Vaticanae (siglo XII).
Hacia 1582 había compilado la que sería su principal obra De basilicae vaticanae antiquissima et nova structura. En esta obra se incluyen tanto amplías descripciones de la antigua basílica de San Pedro del Vaticano, que estaba siendo demolida para construir una nueva edificación; como tres planos detallados de la basílica correspondientes a 1571, 1576 y 1588 (publicada en 1590).
También en 1582 se trasladó a Perugia para seguir estudios universitarios. Cuatro años después se graduó in utroque jure.
Tras su muerte, legó sus obras y papeles al capítulo de la Basílica de San Pedro. En 1914 se publicó su obra sobre la antigua basílica de San Pedro, a cargo del doctor Michele Ceratti. Esta obra es de gran importancia documental y contiene una amplia descripción de la antigua basílica de San Pedro.

## Obras
Entre sus obras se encuentran los siguientes:
- Cerrati, Michele, ed. (1914). De basilicae vaticanae antiquissima et nova structura (en latín). Roma: Tipografia poliglotta vaticana.

### Individuales
1. ↑  Della Schiava, Fabio (1 de enero de 2007). «Per la storia della Basilica Vaticana nel'500: una nuova silloge di Tiberio Alfarano a Catania». Italia Medioevale e Umanistica XLVIII: 257-281. Consultado el 14 de febrero de 2023.
2. ↑  «Occhipinti». Pirro Ligorio’s Worlds: Antiquarianism, Classical Erudition and the Visual Arts in the Late Renaissance (en inglés). BRILL. 24 de diciembre de 2018. p. 204. ISBN 978-90-04-38563-4. Consultado el 14 de febrero de 2023.
3. ↑  Rice, Louise (1 de enero de 1997). «La coesistenza delle due basiliche». L'Architettura della Basilica di San Pietro: Storia e costruzione, ed. G. Spagnesi, Rome: Bonsignori Editore, 1997, pp. (en inglés) (Roma: Bonsignori Editore, publicado el 1997): 255-260. Consultado el 14 de febrero de 2023.
4. ↑  Gallavotti Cavallero, Daniela (2015). «Da Tiberio Alfarano a Francesco Maria Torrigio. La memoria dell'antica San Pietro tra filologia e periegetica». Francesco Maria Torrigio (1580 - 1649). San Pietro e le sacre memorie (en italiano): 17-26. Consultado el 14 de febrero de 2023.